# ベルトルト・ブレヒト
オイゲン・ベルトルト・フリードリヒ・ブレヒト（独: Eugen Berthold Friedrich Brecht、1898年2月10日 - 1956年8月14日）は、ドイツの劇作家、詩人、演出家。
アウクスブルク出身。ミュンヘン大学時代より文学活動を始め、1922年に上演された『夜うつ太鼓』で一躍脚光を浴びる。代表作に『三文オペラ』『肝っ玉お母とその子供たち』『ガリレイの生涯』など。第二次世界大戦中は、ナチスの迫害を逃れて各国で亡命生活を送り、戦後は東ドイツに戻り、劇団ベルリナー・アンサンブルを設立、死去するまで活動拠点とした。
ブレヒトは政治やマルクス主義との関わりから、役への感情移入を基礎とする従来の演劇を否定し、出来事を客観的・批判的に見ることを観客に促す「叙事的演劇」を提唱した。その方法として、見慣れたものに対して奇異の念を抱かせる「異化効果」を始めとするさまざまな演劇理論を生み出し、戦後の演劇界に大きな影響力を与えた。

## 生涯

### 生い立ち

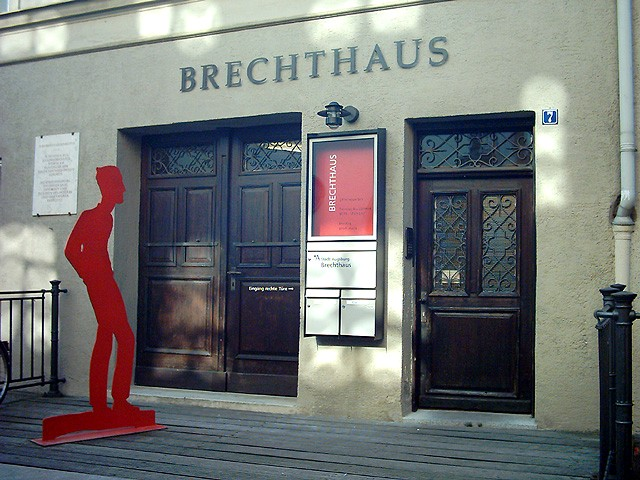
ブレヒトの生家。現在は記念館になっている。

1898年にバイエルン王国（当時）のアウクスブルクで、製紙工場の支配人である父ベルトルト・フリードリッヒ・ブレヒトと、母ゾフィー・ブレヒトの子として生まれた。父はカトリック、母は福音主義教会信徒で、ブレヒトは母の宗旨に従ってルター派の洗礼を受けている。4年制の小学校を卒業した後、1908年に9年制の実科ギムナジウム（独: Realgymnasium）に進学。早くから詩や評論などを書いており、1914年の『アウクスブルク新報』には、ベルトルト・オイゲンの名で発表された当時16歳のブレヒトの詩が掲載されている。ブレヒトは当時まだドイツ文学では異端であったクリスティアン・ディートリヒ・グラッベ、ゲオルク・ビューヒナー、フランク・ヴェーデキントなどを愛読した。またマルティン・ルターのドイツ語訳文への関心から聖書に親しみ、16歳の時に戯曲『聖書』を執筆した。
1917年、ミュンヘン大学哲学部に入学（のち医学部に転部）。しばらくアウクスブルクとミュンヘンの間で往復生活をしながら文学・音楽・舞台芸術に没頭した。1918年、グラッベの生涯を題材にしたハンス・ヨース『孤独な人』の上演にヒントを得て、無頼詩人を主人公にした処女戯曲『バール』を執筆。この年10月に招集を受けたブレヒトは、アウクスブルクの陸軍病院で衛生兵として感染症（伝染病と性病）の病棟に配属されたが、1か月あまりでドイツ帝国が敗戦し第一次世界大戦は終結した。
1919年1月、ベルリンでドイツ共産党の前身スパルタクス団の蜂起が起こり、ローザ・ルクセンブルクとカール・リープクネヒトが虐殺される事件が起こった。ブレヒトはすでに2月にこの事件を題材にして戯曲『スパルタクス』初稿を執筆しており、これがのちに『夜うつ太鼓』となった。この時期に左派独立社会党 (USPD) に関心を持った。7月、高校時代から付き合いのあった医師の娘パウラ・バンホルツァー（愛称ビー）との間に男児が生まれ、ヴェーデキントにちなんでフランクと名づけられたが、ブレヒトは彼女とは結婚せず、フランクはのちに他の男性と結婚したビーに引き取られた。

### 演劇界への進出
1919年秋より独立社会党機関紙『フォルクス・ヴィレ』で市立劇場の劇評を担当、既成演劇への反発からほとんどの上演に対して辛辣な批評を書いた。当時ブレヒトの興味を引いたのはヨハン・アウグスト・ストリンドベリやゲオルグ・カイザーの戯曲、アルフレート・デーブリーンなどの新しい小説であり、トーマス・マンやフランツ・ヴェルフェルに対してはブルジョワ文学とみなして終生敵対的な立場をとった。またこの頃ミュンヘンの寄席芸人カール・ヴァレンティンに魅せられ、彼のために数編の茶番劇を執筆した。1921年、小説『バルガンの成行きまかせ』が『メルクール』誌に掲載された。
1920年春、続いて1921年秋にベルリンを訪れ、表現主義作家や俳優と親交を結んだ。特に劇作家アルノルト・ブロンネン（独: Arnolt Bronnen）と親密になり、それまでベルト・ブレヒトの筆名を使っていたブレヒトは彼の名にちなんでベルトルト・ブレヒトに改め、綴りも本名の「Berthold」ではなく「Bertolt」とした。またベルリンでは『バール』の出版契約を結び、ドイツ座にてマックス・ラインハルト演出のストリンドベリ劇（『夢の戯曲』）の稽古に立ち会った。
1922年夏、『夜うつ太鼓』がミュンヘンの室内劇場で初演された。演出はオットー・ファルケンベルク（独: Otto Falckenberg）が担当したが、ブレヒト自身も稽古に立会い指示を出した。この上演は劇評家ヘルベルト・イェーリングによって紙上で激賞され、この年のクライスト賞を受賞し一躍脚光を浴びた。ブレヒトはこのミュンヘンの劇場の文芸部員となり、また同年末、最初の妻マリアンネ・ツォフと結婚、翌年に娘ハンネ（後の女優ハンネ・ヒオプ）が生まれたが、ツォフとは1927年に離婚している。
1923年に『バール』、続いて『都会のジャングル』を王宮劇場で上演。同じ頃、2番目の妻であり生涯の伴侶となるヘレーネ・ヴァイゲルと出会った。1924年、クリストファ・マーロウの戯曲『エドワード二世』を翻案した『イングランドのエドワード二世の生涯』を演出、ミュンヘンの室内劇場にて上演した。この作品でブレヒトは控えめな衣装・小道具を用い、兵士役の俳優に白塗りをした。こうした演出の簡素さは、後に彼が主宰するベルリーナー・アンサンブルの特徴となる。

### ベルリン時代

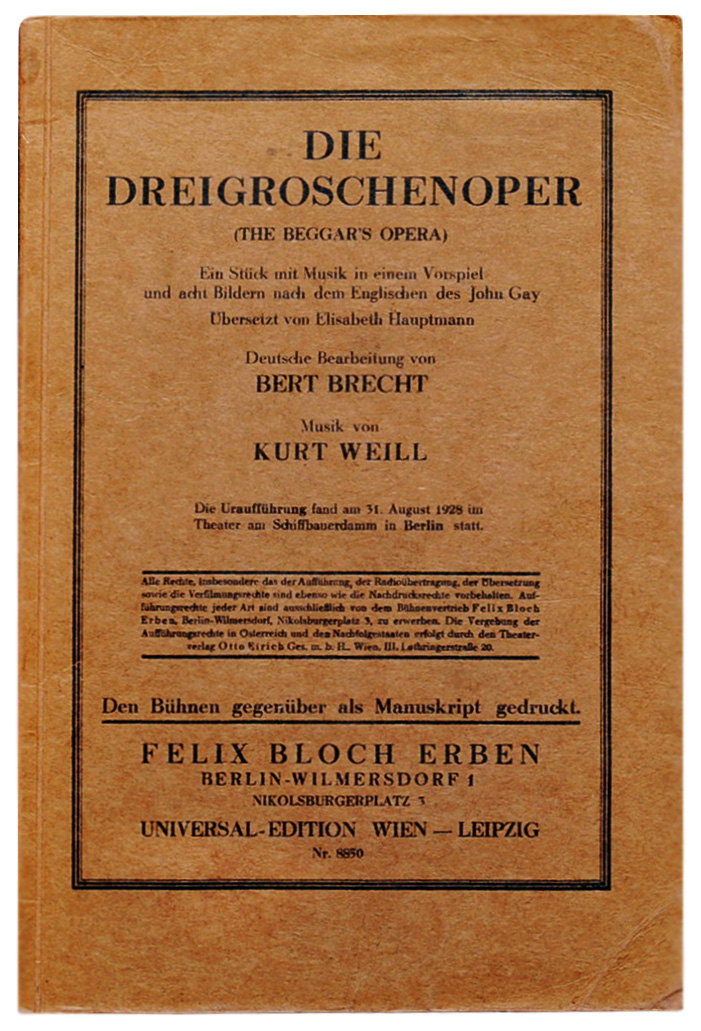
『三文オペラ』表紙

1923年9月、カール・ツックマイヤーとともに、マックス・ラインハルトの率いるドイツ座の文芸部員に採用され、ミュンヘンからベルリンに移住した。10月に国立劇場で『イングランドのエドワード二世の生涯』が、ドイツ座で『都会のジャングル』が上演され、ブレヒトは知名度を上げていった。11月、ヘレーネとの間に長男シュテファン（後に演出家）誕生。
1926年頃からマルクス主義の学習を始め、『資本論』を熟読した。また1926年に詩集『家庭用説教集』を出版し、詩人としても評価を得た。この詩集には自らの作曲を付けて小型の賛美歌本のような体裁にしたため「悪魔の祈祷書」とも呼ばれた。
1927年より作曲家クルト・ヴァイルとの共同作業を開始。ベルリンでは公私両面の重要なパートナーとなる数多くの人物と出会っており、ヴァイルの他にエリーザベト・ハウプトマン（独: Elisabeth Hauptmann、1924年から1933年までのブレヒトの秘書であり愛人）、マルガレーテ・シュテフィン（独: Margarete Steffin、1932年以降の秘書であり愛人）、ルート・ベルラウ（独: Ruth Berlau、デンマーク王立劇場の女優で、1944年にブレヒトとの間に男児を儲けた）などと知り合っている。またこの頃、マルクス主義への興味からアジプロ演劇（アジテーションとプロパガンダの演劇）の先駆者エルヴィン・ピスカトールと知り合い、彼の演劇手法に影響を受けた。
1928年、ジョン・ゲイ『乞食オペラ』を秘書ハウプトマンの翻訳で読み、すぐに翻案『三文オペラ』の執筆を始めた。ヴァイルによる曲が付けられたこの作品は同年8月に初演が行なわれると非常な成功を収めた。ドイツでは1年以上のロングランとなったほか世界各地でも上演され、以後ブレヒトの代表作と見なされるようになった。
1930年頃よりブレヒトは新しい演劇の形を模索し「教育劇」（独: Lehrstück）と題する一連の作品を発表し始める。1930年の『処置』では作曲家ハンス・アイスラーと共同作業を行い、彼との協力関係はその後ブレヒトの死まで続いた。またこの頃女優アンナ・ラチスを通じてヴァルター・ベンヤミンと知り合い親交を結んだ。ベンヤミンはブレヒトの理解者となり彼の作家論を幾つか執筆している。この友情はスペイン亡命中のベンヤミンの自殺まで続いた。
1932年には、全面的に協力した映画『クウレ・ワムペ』を製作。プロレタリア・スポーツ運動による労働者階級の連帯と団結を謳いあげた映画であったために、本国ドイツでの検閲で上映は禁止される。激しい抗議運動の結果、11箇所のカットと未成年の観覧禁止という条件で、1932年5月に公開された。
また演劇ではマクシム・ゴーリキーの『母』を改作した作品を上演。『母』は初日の約1か月後に上演中止となり亡命前に演出した最後の作品となった。
1933年、パウル・フォン・ヒンデンブルク大統領がアドルフ・ヒトラーを首相に任命。国会議事堂放火事件の翌日（1933年2月28日）、ブレヒトは手術のために入院中だった病院を抜け出し、ユダヤ人であった妻のヴァイゲルと長男シュテファンを連れてプラハ行きの汽車に乗り込んだ。

### 亡命生活

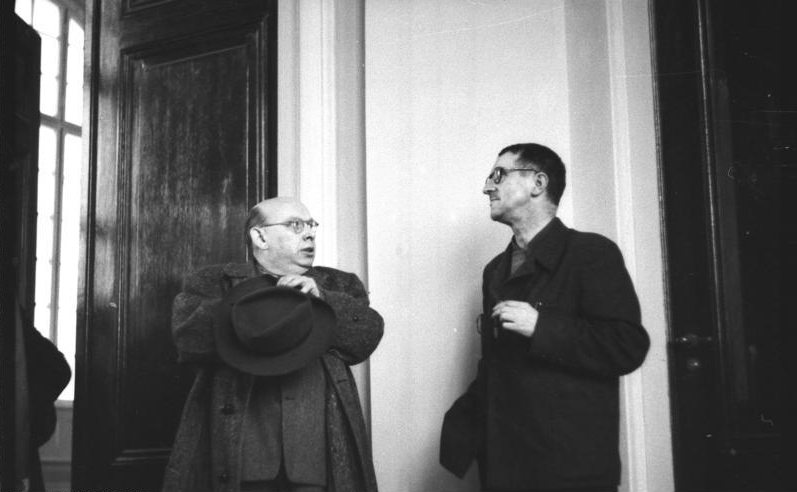
ブレヒト（右）とハンス・アイスラー

ブレヒトはプラハ・ウィーン・チューリッヒを経由してデンマークに向かった。その途上で、ヴァイルやシュテフィン、ベルラウらと合流し、こうした仕事仲間とともに5年間ほどデンマークのスヴェンボルに滞在した。
1933年5月にナチ党政府はブレヒトの著作の刊行を禁止し、焚書の対象とした。ブレヒト自身も1935年にナチスによりドイツ市民権を剥奪された。その後、1935年から38年にかけてブレヒトは、連作劇『第三帝国の恐怖と悲惨』を書いている。この作品において、ナチ党政権下で恐怖に怯えて生活する小市民の様子が、寄席風コントの手法で描かれた。数年後、アメリカに亡命中のマックス・ラインハルトは『第三帝国の恐怖と悲惨』の上演を計画するが実現には至らなかった。
ナチスによるオーストリア併合、チェコスロバキア進撃と続いて、デンマークにも危険を感じたブレヒトは1939年4月にストックホルムに移り、女性彫刻家サッティンソンの好意でストックホルム沖の小島リンディゲーのアトリエを借りた。ブレヒトはこの地で女優ナイナ＝ウィフトランドの語る女性酒保商人の話を聞いて触発され、『肝っ玉お母とその子供たち』を2か月ほどで書き上げた。1940年4月、ナチスがデンマーク、ノルウェーに侵攻したためヘルシンキに逃れ、作家ヘッラ・ヴォリヨキの元で過ごすようになった。1941年には家族や仲間と連れだってモスクワ・ウラジオストクを経由してアメリカ合衆国へ渡り、カリフォルニア州サンタモニカに移住。当初計画したハリウッドへの脚本の売り込みはうまくいかず、戯曲上演の計画も難航し経済的に困窮することになったが、ブレヒトはロンドン・パリ、さらにニューヨークを旅行しながら数々の作品を上演し、各地の亡命作家に宛てて作品を寄稿している。またブレヒトは、30年代初期に書いた戯曲『ガリレイの生涯』の原稿を、亡命時代に三度も書き直している。この時期には亡命者の多くいたチューリヒで『ガリレイの生涯』『肝っ玉お母とその子供たち』『セツアンの善人』などが上演されていた。
合衆国でブレヒトは、ドイツからの亡命者の映画監督フリッツ・ラングと共に、映画『死刑執行人もまた死す』の脚本を執筆。音楽はハンス・アイスラーが担当した。この映画は1943年に公開された。また1943年には、ドイツ亡命者の委員会設立をめぐりトーマス・マンと対立した。

### 戦後

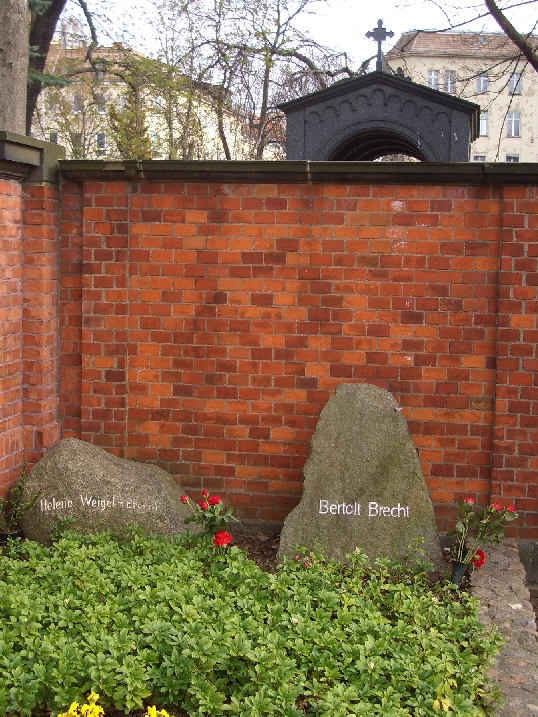
ブレヒト夫妻の墓

共産主義者であったブレヒトにとって、当時の米国は決して快適な国ではなかった。1947年10月30日、ブレヒトは下院非米活動委員会の審問を受けた。ニューヨークでチャールズ・ロートン主演による『ガリレオ・ガリレイの生涯』の初公演中であったにもかかわらず、審問の翌日、ブレヒトはパリ経由でチューリッヒに逃亡。西ドイツへ入国が許されなかったためブレヒトはチューリッヒに1年間滞在し、オーストリア国籍を取得した。
1948年10月にプラハを経由して、チェコスロバキア国境を越えて東ドイツに到着。東ベルリンに居を構えたブレヒトは、1949年にベルリーナー・アンサンブルを結成。同年11月にブレヒト演出による第1回公演『プンティラ旦那と下男マッティ』が初演された。1949年にはヴァイゲル主演の『肝っ玉おっ母とその子供たち』がチューリッヒで初演されている。1950年代にはブレヒトは古典の改作に着手し、ヤーコプ・ミヒャエル・ラインホルト・レンツ『家庭教師』、ウィリアム・シェイクスピア『コリオレイナス』、ゲアハルト・ハウプトマン『ビーバーの毛皮』、モリエール『ドン・フアン』などを改作している。1950年芸術アカデミー会員となり、1953年に東西ベルリンのペンクラブ会長に選出された。1954年、ベルリーナー・アンサンブルがドイツ座から現在の本拠地シッフバウアーダム劇場へ移転。1954年にパリ国際演劇祭で最優秀上演と最優秀演出を受賞、翌55年には『コーカサスの白墨の輪』も第2位となり世界的な名声を得た。
1955年、スターリン平和賞受賞。1956年8月14日、心臓発作のためベルリンで死去。遺言に従って遺体は錫の棺に収められ、墓はベルリン市中央部にある市立ドローテン墓地にゲオルク・ヴィルヘルム・フリードリヒ・ヘーゲルとヨハン・ゴットリープ・フィヒテの墓に向き合って作られた。
1998年には生誕100年を記念してベルリン芸術アカデミーの記念式典が行われ、ローマン・ヘルツォーク大統領やベルリン市長も墓地を訪れた。

## ブレヒトの演劇

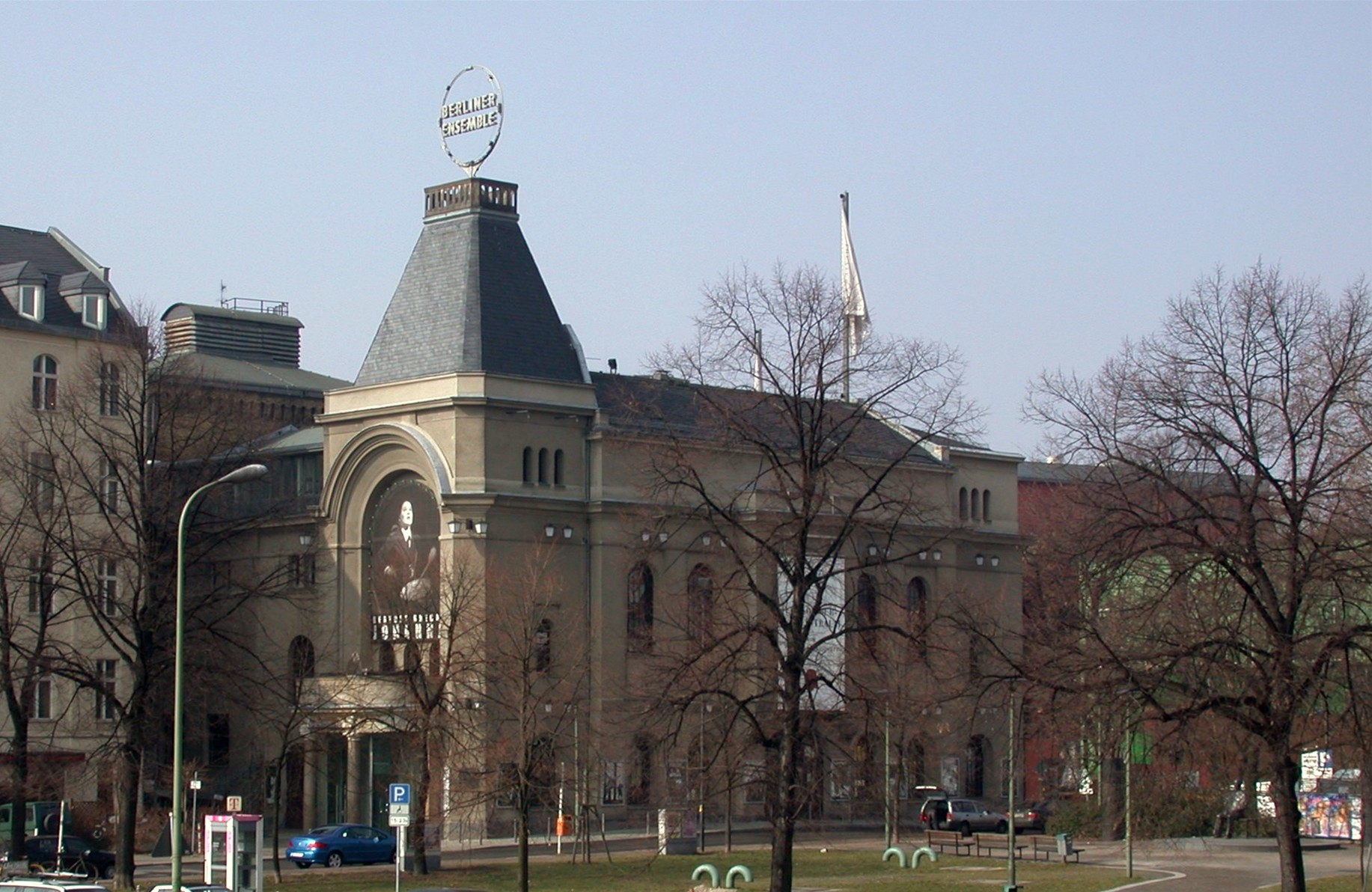
ベルリーナー・アンサンブルの本拠地シッフバウアーダム劇場

ブレヒトは自身の演劇を「叙事的演劇」（独: Episches Theater）と呼び、従来の演劇（「劇的演劇」、独: Dramatisches Theater）と自身のそれとを区別した。ブレヒトによれば「劇的演劇」は、観客を役に感情移入させつつ出来事を舞台上で再現（リプレゼンテーション）することによって観客に様々な感情を呼び起こすものであり、それに対して「叙事的演劇」は役者が舞台を通して出来事を説明（デモンストレーション）し、観客に批判的な思考を促して事件の本質に迫らせようとするものである。ブレヒトはこのような「叙事的演劇」を、悲劇を観客にカタルシスを起こさせるものとして定義したアリストテレスを引き合いに出して「非アリストテレス的」と呼び、一方「劇的演劇」を現実から目を背ける「美食的」なものだとして批判した。
ブレヒトの「叙事的演劇」の演劇論として特によく知られているものが「異化効果」（独: Verfremdungseffekt）である。これは日常において当たり前だと思っていたものにある手続きを施して違和感を起こさせることによって、対象に対する新しい見方・考え方を観客に提示する方法を指している。この「異化効果」の用語はブレヒトが使い始めて以降一般的な文学理論として扱われるようになり、フランツ・カフカなどブレヒト以前の作家に対しても用いられるようになった。
ブレヒトの後継者と目される劇作家にハイナー・ミュラーがいる。ミュラーはブレヒトの『ファッツァー』を「百年にひとつの作品」としているほか、ブレヒトの『アルトゥロ・ウィの興隆』などを演出してもいる。
日本では千田是也と岩淵達治がブレヒト研究の中心人物である。千田は『ブレヒト戯曲選集』（1958年 - 1962年、岩淵等と共訳）、『ベルトルト・ブレヒト演劇論集』（1975年）の編集翻訳や俳優座での上演などを行っており、初期のブレヒト紹介の中心人物であった。千田に師事していた岩淵達治は、『ベルトルト・ブレヒト作業日誌』（1976年 - 1977年）、『ベルトルト・ブレヒトの仕事』（1972年 - 1973年）を共訳で、また岩淵個人訳で『ブレヒト戯曲全集』（1998年 - 2001年）を刊行、また『ブレヒトと戦後演劇』（2005年）で、千田の翻訳の批判的検証をしている。岩波文庫『三文オペラ』は、1961年に千田訳が、新版が2006年に岩淵訳で刊行された。若き日に演劇に熱中していた筒井康隆にも大きな影響を与え、長編『馬の首風雲録』は『肝っ玉おっ母とその子どもたち』のSF版ともいうべき物語となっている。

## 主要作品

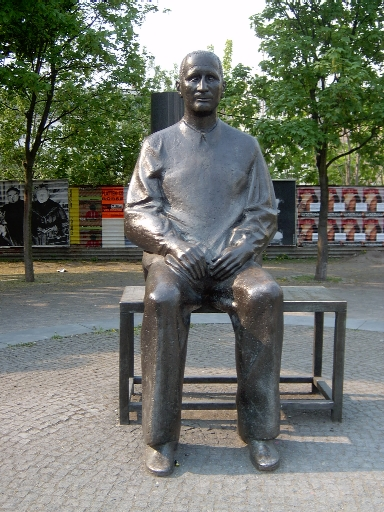
ベルリンのベルトルト・ブレヒト広場にあるブレヒト像（フリッツ・クレーマー作）

- バール（独: Baal、1918年、初演1923年・ライプチヒ）
- 夜うつ太鼓（独: Trommeln in der Nacht、1919年、初演1922年・ミュンヘン）
- イングランドのエドワード二世の生涯（独: Leben Eduards des Zweiten von England、1923年、初演1924年） - クリストファー・マーロウの改作
- 男は男だ（独: Mann ist Mann、1926年、初演1926年）
- ファッツァー（独: Fatzer、1926年）
- マハゴニー（独: Mahagonny、1927年、初演1930年・ライプチヒ）
- 三文オペラ（独: Die Dreigroschenoper、1928年、初演1928年・ベルリン） - ジョン・ゲイ『乞食オペラ』の翻案、1931年映画化
- リンドバークの飛行（独: Der Flug der Lindberghs、1928年）
- イエスマン、ノーマン（独: Der Jasager. Der Neinsager、1929年 - 1930年） - 謡曲『谷行』（金春禅竹作）の翻案
- 屠殺場の聖ヨハンナ（独: Die heilige Johanna der Schlachthöfe、1929年）
- 処置（独: Die Maßnahme、1930年）
- 母（独: Die Mutter、1931年） - マクシム・ゴーリキーの改作
- まる頭ととんがり頭（独: Die Rundköpfe und die Spitzköpfe、1932年、初演1936年・コペンハーゲン）
- 七つの大罪（独: Die sieben Todsünden、1933年）
- カラールのおかみさんの鉄砲（独: Die Gewehre der Frau Carrar、1936年）
- 第三帝国の恐怖と悲惨（独: Furcht und Elend des Dritten Reiches、1937年、初演1937年・パリ）
- ユリウス・カエサル氏の商売（独: Die Geschäfte des Herrn Julius Caesar、1937年 - 1939年）
- 鉄はいくらだ（独: Was kostet das Eisen、1939年）
- 肝っ玉お母とその子供たち（独: Mutter Courage und ihre Kinder、1939年、初演1941年・チューリッヒ）
- セツアンの善人（ドイツ語版）（独: Der gute Mensch von Sezuan、1939年）
- ガリレイの生涯（独: Leben des Galilei、1939年）
- プンティラ旦那と下男マッティ（独: Herr Puntila und sein Knecht Matti、1940年、初演1949年）
- アルトロ・ウィの抑え得た興隆（独: Der aufhaltsame Aufstieg des Arturo Ui、1941年）
- 第二次大戦中のシュヴェイク（独: Schweyk im Zweiten Weltkrieg、1943年） - ヤロスラフ・ハシェク『兵士シュヴェイクの冒険』の翻案
- コーカサスの白墨の輪（独: Der kaukasische Kreidekreis、1944年）- 元曲『灰闌記』の翻案
- アンティゴネ（独: Antigone、1947年） - フリードリヒ・ヘルダーリンの翻訳を基にしたソフォクレスの改作
- 家庭教師（独: Der Hofmeister、1949年） - レンツの改作
- 暦物語（独: Kalendergeschichten、1949年）
- ビーバーの毛皮（独: Biberpelz und roter Hahn、1950年） - ハウプトマンの改作
- コリオレイナス（独: Coriolanus、1951年） - シェイクスピアの改作
- トゥーランドット（独: Turandot oder Der Kongreß der Weißwäscher、1953年）
- ドンファン（独: Don Juan、1952年） - モリエールの改作
- 太鼓とラッパ（独: Pauken und Trompeten、1954年）

### 詩集
- 『家庭用説教集』1927年
- 『ブコウの悲歌』1955年

## 日本語訳書
- 『ベルトルト・ブレヒトの仕事』（全6巻）、岩淵達治、野村修、長谷川四郎他訳、河出書房新社、1972年 - 1973年（新装版が2006年 - 2007年に復刊）
- 『ブレヒト戯曲全集』（全8巻、別巻1）、岩淵達治訳、未來社、1998年 - 2001年
- 『ブレヒト全書簡』野村修訳、晶文社、1986年（15歳から58歳まで、43年間にわたる全894通を所収）
- 『ガリレイの生涯』岩淵達治訳、岩波書店、1979年
- 『三文オペラ』千田是也訳 、岩波書店、1979年
- 『子どもの十字軍』矢川澄子訳、マガジンハウス、1992年
- 『ブレヒトの写針詩 大人の本棚』みすず書房、2002年
- 『暦物語』丘沢静也訳、光文社古典新訳文庫、2016年
- 『アルトゥロ・ウイの興隆』市川明訳、松本工房、2016年
- 『アルトゥロ・ウイの興隆/コーカサスの白墨の輪』酒寄進一訳、東宣出版、2020年
- 『セツアンの善人/三文オペラ』酒寄進一訳、東宣出版、2024年